# Anyone Can See I Love You
Pour les articles homonymes, voir I love you et Je t'aime.
Clip vidéo
[vidéo] « Marilyn Monroe - Anyone Can See I Love You (1948) », sur YouTube
Anyone Can See I Love You (Tout le monde peut voir que je t'aime, en anglais) est une chanson d'amour américaine, musique du film musical Les Reines du music-hall de Phil Karlson de 1948 (premier rôle d'actrice-chanteuse-danseuse de cinéma de Marilyn Monroe, avant qu'elle ne devienne une star sex-symbol internationale et une légende de l'histoire du cinéma au début des années 1950).

## Histoire
En 1948, Norma Jeane Baker (1926-1962) âgée de 22 ans, prend des cours de comédie de danse et de chant en rêvant de devenir « Marilyn Monroe » (icône légendaire d'Hollywood et de l'histoire du cinéma). Encore inconnue, elle interprète ce premier rôle d'actrice-chanteuse-danseuse de sa carrière. Elle interprète cette chanson d'amour avec Every Baby Needs A Da Da Daddy (Chaque bébé à besoin d'un papa, accompagnée d'un big band jazz-swing), et The Ladies of the Chorus (Les reines du music-hall) « Tout le monde peut voir que je t'aime, tout le monde peut voir que je m'en soucie, la façon dont je tiens ta main, et souris dans ta direction, dit au monde que mon cœur n'est rempli de rien d'autre que d'affection. Enferme moi dans tes bras pour toujours, c'est là que je veux être, pour que tout le monde puisse voir, que je t'appartiens, et que tu m'appartiens... ». 

## Cinéma
- 1948 :  Les Reines du music-hall, film musical de Phil Karlson, interprétée par Marilyn Monroe.